# Abalos Scopuli
Abalos Scopuli es una formación geológica de tipo scopulus en la superficie de Marte, localizada con el sistema de coordenadas planetocéntricas a 81.96° latitud N y 290.52° longitud E, que mide 109.16 km de diámetro. El nombre fue aprobado por la Unión Astronómica Internacional en el año 2006 y hace referencia a una de las características de albedo en Marte.